# Zeche Schwarze Adler
Die Zeche Schwarze Adler war eines der vielen kleinen Bergwerke im Kohlerevier rings um die heutige Gemeinde Holzwickede. Ihre Anlagen befanden sich über hundert Jahre lang im Hixterwald an der heutigen Stadtgrenze zum Dortmunder Stadtteil Sölde.

## Anfänge
Bereits im 16. Jahrhundert wurde im Hixterwald Bergbau betrieben, der ohne Entwässerung jedoch nur in einfachen Grabungen bestehen konnte. Im Jahre 1711 wurde dem Gewerken Caspar Friedrich Freiherr von Hövel die allgemeine Belehnung auf alle Flöze im Sölder Holz erteilt. Nach der Belehnung wurde ein Stollen zur Entwässerung des Grubenfeldes angesetzt und zum Selbach vorgetrieben.
1736 war die Zeche Schwarze Adler die größte Zeche in der Grafschaft Mark. Hauptabnehmer war die Saline Königsborn bei Unna. Im Jahr 1797 wurde die Zeche für längere Zeit stillgelegt. Vermutlich war die Kohle bis zur neuen Grundwassergrenze abgebaut.

## Neubeginn im 19. Jahrhundert
Im Jahr 1830 sorgte der Caroliner Erbstollen der Zeche Caroline für eine beträchtlich höhere Abbautiefe der alten Zeche. Die Schächte Geismar und Aurora wurden abgeteuft. 1835 folgte Schacht Gumprecht. Er befand sich im Hixterwald direkt gegenüber der heutigen Landskroner Straße. Der Schachtmeister auf Gumprecht, Gottfried Köhling, war zugleich auch für den Kohleverkauf zuständig. Im Jahr 1845 wurde die Förderung eingestellt, die Zeche stillgelegt und die Schächte verfüllt.
Das Grubenfeld wurde 1902 in die neue Zeche Vereinigte Margarethe in Sölde konsolidiert.

## Spurensuche
Die Straße „Im Schwarzen Adler“ in Holzwickede wurde nach der Zeche benannt.
Auf dem Historischen Bergbaurundweg Holzwickede sind zwei Stationen der Zeche gewidmet: Station 7 (Landskroner Straße 161) erinnert an den Förderschacht Gumprecht. Station 8 (Hixterwald südlicher Forstweg) erinnert allgemein an die Zeche „Schwarze Adler“, Station 11 (Im Schwarzen Adler) zeigt einen Grenzstein der „Neue Schwartze Adler Zeche“.

Detailansicht der Gedenktafel